# 南堡油田
南堡油田，也称冀东南堡油田，隶属于中国石油天然气集团公司，是中华人民共和国河北省东部唐山市的油田，现已被认定为“注水业绩”“骗局”。

## 概况
冀东南堡油田位于唐山市曹妃甸区，地质上属于渤海湾盆地的南堡坳陷。2004年9月，在南堡地区的奥陶纪地层内勘探取得重大突破，在此基础上，到2006年，共发现4个含油构造。2007年，南堡油田在陆地上已开发了高尚堡、柳赞、老爷庙三个主要油田，年原油生产能力150万吨，年天然气生产能力6000万吨。在滩海上将采用建设人工岛的方式进行海油陆采，共将建立5个人工岛。

## 勘探历程
1970年代，冀东地区石油相继有所发现后，勘探进展缓慢。1992年至1995年，中国石油天然气总公司新区勘探事业部承担南堡滩海地区勘探工作，试油获低产油流。到1995年底，经开发评价认为，可以动用的地质储量只有134万吨。
1995年至2002年期间，中国石油天然气总公司在南堡滩开始进入对外合作勘探阶段。1995年7月，中国石油天然气总公司国际合作局与美国科麦奇公司签订冀东滩海两个区块的风险勘探合同，共钻两口井，未见油气。1997年11月，中国石油天然气总公司国际合作局与意大利埃尼集团阿吉普公司签订风险勘探合同，经勘探最终未获工业油气流。
2002年9月，冀东油田公司收回南堡滩海探矿权，进行自行勘探。2002年11月27日，冀东油田第一口水平井成功投产，日产油126吨。2003年10月，南堡凹陷首次开展大连片叠前时间偏移处理。2003年10月，南堡发现新增三级地质储量1.0162亿吨。2004年9月29日，老堡南1井测试，日产油700立方米、气16万立方米，发现了南堡油田。2005年4月19日，南堡油田第一口试采井自喷生产，日产油80吨、气两万立方米。2006年11月，冀东南堡油田先导试验区第一口试验水平井投产，日产油505吨、气7.6万立方米。2007年4月，冀东南堡油田第一口千吨井诞生。
2013年，冀东油田的开采总量仅为170万吨。现已停工。

## 储量争议
2007年5月，中石油对外高调宣称冀东南堡油田油气总储量为10.2亿吨，探明储量4.05亿吨，约为30亿桶，在当时引起轰动，媒体称之为“40多年来中国石油勘探最激动人心的发现”。但数月之后，被证实其实际储量远小于这一数据，该油田经济可采储量为6.35亿桶。
2010年5月，路透社报道，冀东南堡油田储量低于预期。此后，关于冀东南堡油田的报道越来越少。
宣布发现南堡油田的当月，蒋洁敏成为中国石油天然气集团公司总经理、党组书记兼中国石油天然气股份有限公司董事长、总裁。2013年9月1日，当时任国资委主任的蒋洁敏被中纪委带走调查。蒋洁敏被双规后，南堡油田被认为是其在中石油任内的“注水政绩”。